# Bismarckturm (Sargenroth)
Der Bismarckturm von Sargenroth im Hunsrück in Rheinland-Pfalz wurde zu Ehren des ersten deutschen Reichskanzlers Fürst Otto von Bismarck (1815–1898) erbaut. Der vom Architekten Wilhelm Kreis (1873–1955) geplante Aussichtsturm liegt unmittelbar am Ortsrand von Sargenroth auf einer Anhöhe zwischen dem Simmerbachtal und dem Soonwald. Er hat eine Höhe von 17,5 Metern und wurde 1902 eingeweiht.

## Geschichte

### Planungszeit
Der Bau eines Bismarckturms im Hunsrück wurden seit 1899 von einer Gruppe von Bismarck-Anhängern geplant, denen auch mehrere Bürgermeister der Region und der Landrat des damaligen Kreises Simmern, Gustav Adolf von Beckerath, angehörten. Sie gründeten am 25. Oktober 1899 einen geschäftsführenden Ausschuss, um konkrete Planungen aufzunehmen. Der Ausschuss beschloss am 18. Dezember 1899, den Modellentwurf Götterdämmerung des Architekten Wilhelm Kreis bauen zu lassen.
Kreis, der in Eltville im Rheingau geboren wurde, hatte im selben Jahr mit seinem Entwurf einen Wettbewerb der Deutschen Studentenschaft gewonnen. Nach einer Idee der Studentenschaft sollte in ganz Deutschland ein Netzwerk von sogenannten Feuersäulen errichtet werden, um auf diesen an bestimmten Tagen zu Ehren Bismarcks große Feuerschalen zu entzünden. Die Bismarcksäule vom Modell Götterdämmerung wurde im Deutschen Kaiserreich bis 1911 als sogenannter Typenbau insgesamt 47-mal gebaut.
Neben dem letztlich ausgewählten Bauplatz gab es sieben weitere Vorschläge für Standorte, von denen aber nur einer bei Kirchberg (Hunsrück) und jener bei Sargenroth in die engere Wahl kamen. Wilhelm Kreis besichtigte diese beiden Standorte und gab am 12. März 1900 seine Entscheidung für Sargenroth bekannt. Dabei spielte unter anderem eine Rolle, dass der Ort ein alter Versammlungs- und Gerichtsplatz (Thingstätte) war und er in der Nähe der historischen Nunkirche liegt.
Die Gemeinde Sargenroth stellte den Bauplatz kostenlos zur Verfügung. Um den Turmbau zu finanzieren, startete der geschäftsführende Ausschuss mehrere Spendenaufrufe, verkaufte Ansichtskarten und führte Tombolas durch. Außerdem wurde der Bau von Firmen und Privatleuten durch zahlreiche Sachspenden unterstützt.

### Bauzeit
Am 24. Juni 1900 wurde die Grundsteinlegung feierlich begangen und mit dem Bau des Bismarckturms begonnen. Die Bauarbeiten selbst wurden nicht vom Architekten Wilhelm Kreis überwacht, sondern vom Sargenrother Baumeister Peter Weirich. Als Baumaterial wurde vorwiegend Grauwacke verwendet, die aus einem Steinbruch im nahe gelegenen Soonwald stammte, sowie Basalt, Sandstein und Schiefer aus der Region.
Während die Bauarbeiten schon begonnen hatten, beschloss der geschäftsführende Ausschuss, die ursprünglich geplante Turmhöhe von zwölf Metern auf 17,5 Meter aufzustocken. Weil dafür die gesammelten Spendenmittel zunächst nicht ausreichten, kam der Weiterbau vorübergehend ins Stocken. Durch die Ausrichtung einer Lotterie konnten bis Oktober 1901 aber weitere 6.000 Goldmark eingenommen und die restlichen Kosten gedeckt werden.
Dank des kostenlosen Bauplatzes und der vielen Sachspenden waren die Gesamtkosten für den Turm mit insgesamt 13.300 Goldmark vergleichsweise günstig. Die Bauarbeiten waren im August 1902 abgeschlossen, und der Bismarckturm von Sargenroth wurde am 31. August 1902 feierlich eingeweiht. Am Abend desselben Tages wurde auf der Aussichtsplattform des Turmes zum ersten Mal ein Feuer entzündet.

### Weitere Entwicklung
Bereits 1901 hatte sich der geschäftsführende Ausschuss für den Turmbau in den Verein Hunsrücker Bismarckturm umgewandelt, der künftig die Trägerschaft des Turms übernahm. Erster Vorsitzender des neuen Vereins wurde wie schon im Ausschuss der Landrat des damaligen Kreises Simmern, Gustav Adolf von Beckerath.
Die folgenden Jahrzehnte überstand der Bismarckturm von Sargenroth weitgehend unbeschadet. Nach dem Zweiten Weltkrieg wurde der Verein Hunsrücker Bismarckturm aufgelöst und der Turm ging ins Eigentum des Landkreises Simmern (seit 1969 Rhein-Hunsrück-Kreis) über.
Vermutlich ebenfalls nach dem Krieg wurde ein auf der Südwestseite des Turms auf Blech gemaltes Bismarck-Wappen mit Aufschrift "Unserem Bismarck" entfernt. An seiner Stelle wurde dort später eine Bronzetafel mit dem Wappen der Stadt Simmern und der Inschrift "Bismarckturm, errichtet 31. August 1902" angebracht. Außerdem wird der Turm nach der Zeit des Nationalsozialismus nicht mehr als sogenannte Feuersäule genutzt, sondern nur noch als Aussichtsturm.
Der Kreis ließ den Bismarckturm 1975 grundlegend renovieren und bot im Jahr darauf der Gemeinde Sargenroth an, den Turm kostenlos zu übernehmen. Die Gemeinde lehnte dies aber wegen der zu erwartenden Unterhaltungskosten ab, und der Turm wurde daraufhin Eigentum der Verbandsgemeinde Simmern-Rheinböllen.
Im Vorfeld seines hundertjährigen Bestehens wurden im Turm eine neue Treppenanlage installiert und an den Außentreppen am Turmeingang beidseitig Geländer angebracht. Der hundertste Jahrestag der Einweihung des Bismarckturms wurde im August 2002 mit einem Fest gefeiert. Außerdem gab die Gemeinde Sargenroth zum Jubiläum eine Festschrift über die Geschichte des Bauwerks heraus.
Der Bismarckturm von Sargenroth ist täglich geöffnet. Die Aussicht ist allerdings durch umstehende Bäume stark eingeschränkt, die 1902 gepflanzt wurden und inzwischen hoch gewachsen sind.
Seit 2011 wird am 4. Samstag im August die Veranstaltung Tower in Concert auf den Stufen des Bismarckturms veranstaltet.

## Architektur

Der Turm im Jahr 1902 von Nordosten gesehen. Links unten ist im Hintergrund ein Teil der Nunkirche zu erkennen.

Der Bismarckturm von Sargenroth im Jahr 1902 von Südwesten gesehen. Das gemalte Bismarck-Wappen wurde später entfernt.

Der Bismarckturm von Sargenroth im Hunsrück wurde auf einem quadratischen Grundriss errichtet. Auch der Turm selbst ist quadratisch angelegt, allerdings wird die wuchtige Wirkung durch Dreiviertelsäulen an den Ecken des Turmkörpers abgemildert. Die Mauern sind als Bossenwerk angelegt, das heißt die Steinquader sind an ihrer Außenseite nur grob behauen (bossiert). Als Baumaterial wurde vorwiegend Grauwacke verwendet, aufgelockert durch einzelne Schichten von schwarzem Schiefer. Außerdem wurde Basalt für den Rahmen des Turmeingangs und Sandstein für die Treppenstufen des Unterbaus verbaut.

### Podest und Sockelgeschoss
Der Bismarckturm ist in vier Teile gegliedert: Den untersten Teil bildet ein etwa zwei Meter hohes, zweiteiliges Podest. Der untere Podestteil hat eine quadratische Grundfläche von 12,4 mal 12,4 Meter und eine Höhe von gut einem Meter, der obere Teil ist 7,8 mal 7,8 Meter groß und knapp einen Meter hoch. An der Nordostseite führt in der Mitte der beiden Podestebenen eine knapp eineinhalb Meter breite Treppe über vierzehn Stufen aus Sandstein zum Eingang des Turms.
Auf dem Podest steht das rund zweieinhalb Meter hohe Sockelgeschoss des Turms, das eine Grundfläche von 5,5 mal 5,5 Meter hat. An seiner Nordostseite befindet sich der von einem Rahmen aus Basalt eingefasste Turmeingang, dessen Tür etwa eineinhalb Meter in den Turmsockel eingelassen ist.

### Turmkörper und Obergeschoss
Über dem Sockelgeschoss erhebt sich der eigentliche, rund zehn Meter hohe Turmkörper. Er ist gegenüber dem Sockelgeschoss etwas zurückgesetzt und an den Ecken durch Dreiviertelsäulen abgerundet. An drei Seiten (außer der im Südosten) sind knapp zwei Meter hohe, wie Schießscharten aussehende Maueröffnungen angebracht – und zwar jeweils eine Öffnung im unteren Bereich des Turmkörpers und je zwei nebeneinander liegende im oberen Teil. Als weitere Verzierung ist in der Mitte des Turmkörpers rundum ein breites Band aus mehreren Schichten schwarzen Schiefers zu sehen. Im oberen Teil verläuft ein zweites, schmaleres Schieferband durch das ansonsten aus Grauwacke bestehende Mauerwerk.
Oberhalb des Turmkörpers folgt das etwa drei Meter hohe Obergeschoss, das aus einem Architrav und einem zweistufigen Oberbau mit der Aussichtsplattform besteht. Das Obergeschoss ist gegenüber dem Turmkörper etwas zurückgesetzt und ebenfalls durch mehrere schmale Schieferbänder verziert. Der Turm hat insgesamt eine Höhe von 17,5 Metern.

### Treppenanlage und Befeuerung
Im Inneren des Bismarckturms ermöglichte ursprünglich eine 69-stufige Holztreppe den Aufstieg. Sie wurde im Vorfeld des hundertjährigen Turmjubiläums durch eine stählerne Treppenanlage ersetzt. Dabei handelt es sich um eine Wendeltreppe im Turmkörper mit insgesamt 60 Stufen und vier Absätzen (zu je 15 Stufen). Im Obergeschoss folgt eine Stahltreppe, die zehn Stufen hat und zur Aussichtsplattform hinauf führt. Der Austritt auf die Plattform ist durch eine Metallklappe verschließbar.
Die Befeuerung des ursprünglich als sogenannte Feuersäule konzipierten Turms wurde durch acht rechteckige, abnehmbare Feuerkästen aus Eisenblech ermöglicht. Dabei waren auf jeder Seite der Aussichtsplattform jeweils zwei der Kästen an der Brüstung befestigt. In die Feuerkästen wurde mit Benzin oder Petroleum getränkter Sand gefüllt und angezündet. Nach dem Zweiten Weltkrieg wurde der Turm jedoch nicht mehr als Feuersäule genutzt, sondern nur noch als Aussichtsturm.